# Simrishamn
Simrishamn är en tätort på Österlen i Skåne och centralort i Simrishamns kommun.

## Historik

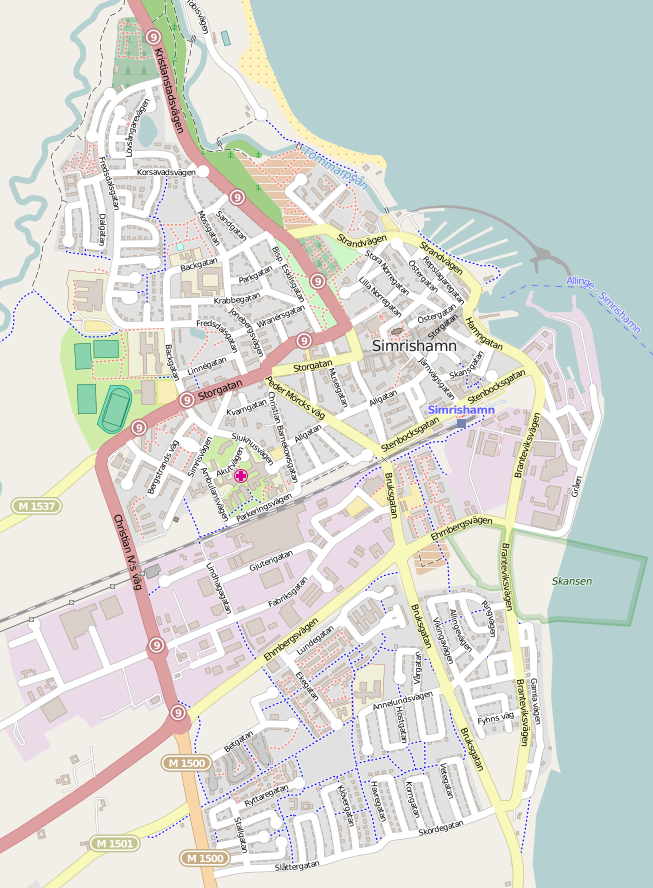
Karta över Simrishamn.

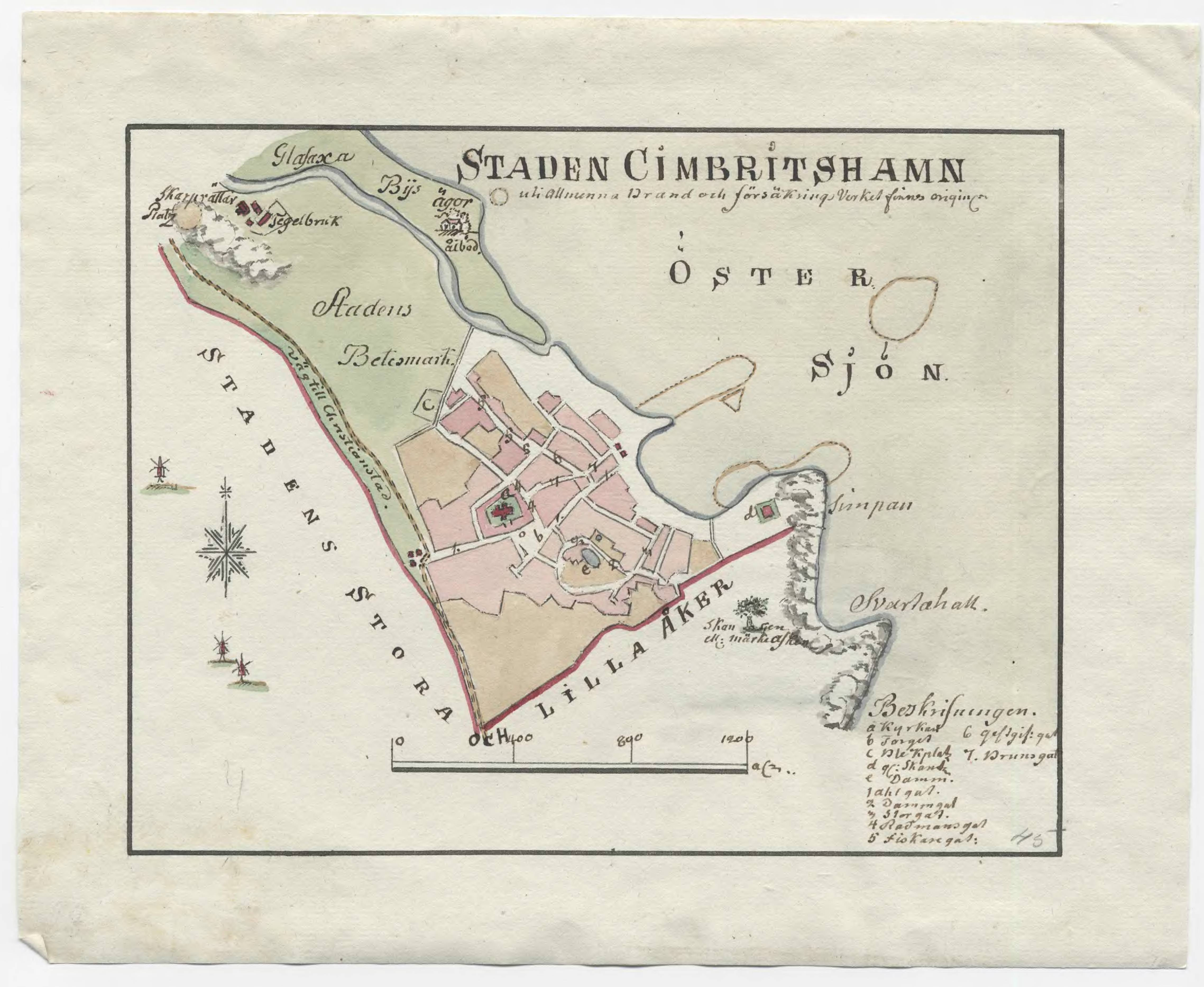
Karta över Simrishamn från 1790-talet

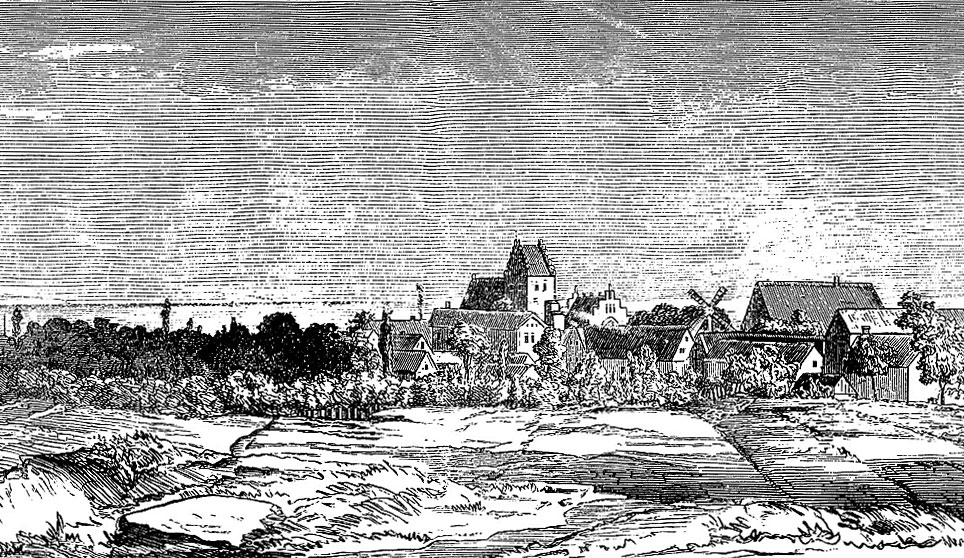
Utsigt af staden Cimbrishamn.
Teckning av Albert Theodor Gellerstedt i Ny Illustrerad Tidning 1871.

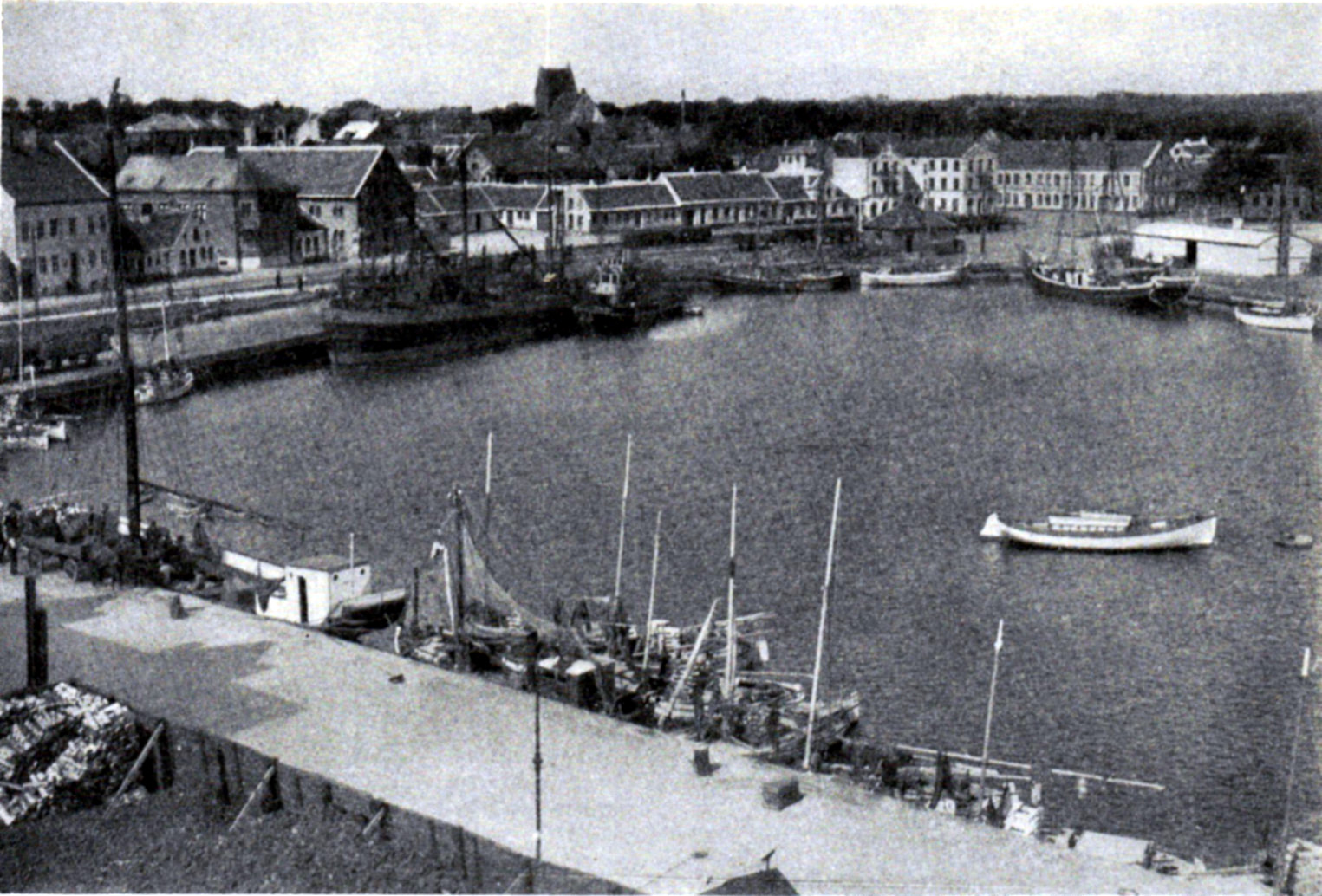
Simrishamns hamn i början av 1930-talet.

Simrishamns första namn var Svimraros som kan betyda "oset", det vill säga mynningen till ån Svimber, som rinner långsamt. Denna ort nämndes första gången i skrift år 1123.
Ån är Tommarpsån kring vilken den vikingatida bebyggelsen växte upp. Staden utvecklades från ett vikingatida mindre fiskeläge som troligen under 1200-talet fick sina stadsprivilegier. De stora sillfångsterna var orsaken till platsens ökade status.
Under medeltiden var Östra Tommarp (Tumathorp) 8 km väster om Simrishamn, huvudort i trakten, med egen myntutgivning och ett större kloster. På 1100-talet grundades klostret i Tumathorp av premonstratensorden. Staden utvecklades till ett religiöst centrum, vilket fick stor betydelse för utvecklingen av lantbruk, kreatursavel och trädgårdsodling. Tumathorps och klostrets storhetstid sträckte sig fram till en större brand 1304. En annan orsak till att det gick det sämre för Tumathorp på 1400-talet var Hansan, som lokaliserade sig i Simrishamn. När Tumathorp förlorade stadsprivilegiet år 1537 motade bönderna bort den siste munken 1570 och klostret förföll. Under 1600-talet övergick Simrishamn till att bli huvudort i trakten.
År 1123 lade den norske kungen Sigurd Jorsalafarare till med 300 skepp utanför Svimraros för att härifrån, som hämnd, göra plundringståg mot staden Tumathorp, cirka tio kilometer väster om Simrishamn som en hämndaktion mot danske kung Niels. Detta är första gången platsen nämns vid namn. Från tidig medeltid nämns för första gången S:t Nicolai kyrka i en urkund 1161. Murarna är uppmurade av hallasten från ett närbeläget stenbrott. Tornet som är uppfört först på 1500-talet, reser sig med sina trappgavlar och ter sig mäktigt mot de låga husen. Kyrkan har varit ett riktmärke för sjöfararna och det är inte konstigt att kyrkan har fått sitt namn efter havets skyddshelgon S:t Nicolaus.
Staden blev under den danska senmedeltiden en viktig hamn för trafik från Skåne till Bornholm. Närheten till denna ö har betytt många förbindelser i form av båtar och färjor under årens lopp. Den svenska tiden var inledningsvis inte lika positiv; stadens skyddande ekskog fick huggas ned på order av svenska armén som inte ville låta någon motståndsrörelse i stil med snapphanarna få skydd. Stadsborna sörjde över att de mist en försörjning då ollonsvinen bökade där. Dessutom betydde tullar, restriktioner för handeln med Danmark och Bornholm (som åter blev danskt 1660) med mera att staden somnade in under en lång tid. En av de få saker som hände under 1700-talet var att det triangelformade Stortorgets ena tillfartsväg åt väster byggdes igen när Bergengrenska gården byggdes.
1800-talet påbörjades en ny storhetstid. Skeppstrafiken tilltog och Simrishamn tillsammans med Brantevik blev några av de hamnar som registrerade flest fartyg. Järnvägen Österlenbanan fick sin ena ändstation i Simrishamn. Även fisket, en annan huvudnäring, utvecklades rejält under dessa år. Trots detta dröjde det till sekelskiftet 1900 innan en riktig hamn där fartygen kunde angöra byggdes. År 1914 fick staden elektrisk gatubelysning. Kraftiga stolpar av vinkel- och plattjärn sattes upp i alla gator och gränder. Alla stadsbor tyckte nog inte om att se det spindelnätet som klädde himlen, men det blev ljust om nätterna. De gamla gatlyktorna försvann. Många har uttryckt saknad över de gamla gaslyktornas försvinnande och vissa menade att det hade varit bättre att elektrifiera gaslyktorna.
Staden utvecklades långsamt i likhet med övriga Österlen. Bortsett från läderfabriken i kvarteret Valfisken (numera stadsbibliotek), hamnen, fisket och diverse lantbruksföretag utvecklades inga andra större industrier. Efter andra världskriget har staden blivit ett centrum för turismen på Österlen och är något av "Österlens huvudstad" vilket borgat för att det skett förhållandevis få rivningar av den äldre bebyggelsen i staden jämfört med många andra svenska städer. Pendlingen till Ystad har blivit alltmer omfattande under senare år.
I Simrishamn inrättades 1836 ett kungligt danskt vicekonsulat. Den förste vicekonsuln var handlanden Gustaf Adolf Wollin (1803-1878), som tjänstgjorde till sin död. Vicekonsulatet drogs in i början av 2000-talet. Vidare upprättades ett gambianskt konsulat 1976, vilket upphöjdes till generalkonsulat 1988 men drogs in 1994. Konsul, sedan generalkonsul var Carl Albert Davidson (1919-2002). 

### Administrativa tillhörigheter
Simrishamns stad  ombildades vid kommunreformen 1862 till en stadskommun. Bebyggelsen kom med tiden också att växa in i Simris socken. Stadskommunen utökades 1952 och 1969 och uppgick 1971 i Simrishamns kommun med Simrishamn som centralort.
I kyrkligt hänseende har orten alltid hört till Simrishamns församling, en del av orten har hört till Simris församling som 2006 uppgick i Simrishamns församling.
Orten ingick till 1944 i domkretsen för Simrishamns rådhusrätt och därefter till 1971 ingå i Ingelstads och Järrestads domsagas tingslag. Från 1971 till 2001 ingick orten i Simrishamns domsaga, före 1975 benämnd Ingelstads och Järrestads tingsrätts domsaga och Simrishamns ingår sedan 2001 i Ystads domsaga.

### Befolkningsutveckling
| Befolkningsutvecklingen i Simrishamn 1960–2020 | Befolkningsutvecklingen i Simrishamn 1960–2020 | Befolkningsutvecklingen i Simrishamn 1960–2020 | Befolkningsutvecklingen i Simrishamn 1960–2020 | Befolkningsutvecklingen i Simrishamn 1960–2020 |
| ---------------------------------------------- | ---------------------------------------------- | ---------------------------------------------- | ---------------------------------------------- | ---------------------------------------------- |
|                                                |                                                |                                                |                                                |                                                |
| År                                             |                                                |                                                | Folkmängd                                      | Areal (ha)                                     |
| 1960                                           | 1960                                           |                                                | 3 849                                          |                                                |
| 1965                                           | 1965                                           |                                                | 5 247                                          |                                                |
| 1970                                           | 1970                                           |                                                | 5 502                                          |                                                |
| 1975                                           | 1975                                           |                                                | 5 834                                          |                                                |
| 1980                                           | 1980                                           |                                                | 6 081                                          |                                                |
| 1990                                           | 1990                                           |                                                | 6 258                                          | 435                                            |
| 1995                                           | 1995                                           |                                                | 6 531                                          | 444                                            |
| 2000                                           | 2000                                           |                                                | 6 319                                          | 445                                            |
| 2005                                           | 2005                                           |                                                | 6 546                                          | 448                                            |
| 2010                                           | 2010                                           |                                                | 6 527                                          | 449                                            |
| 2015                                           | 2015                                           |                                                | 6 779                                          | 478                                            |
| 2020                                           | 2020                                           |                                                | 6 844                                          | 486                                            |
| Anm.: Sammanvuxen med Simris 2015.             |                                                |                                                |                                                |                                                |

Medelåldern på en kommuninvånare är 48,4 år i Simrishamns kommun. Endast två kommuner i Sverige har högre medelålder, Överkalix och Pajala.

## Bebyggelse

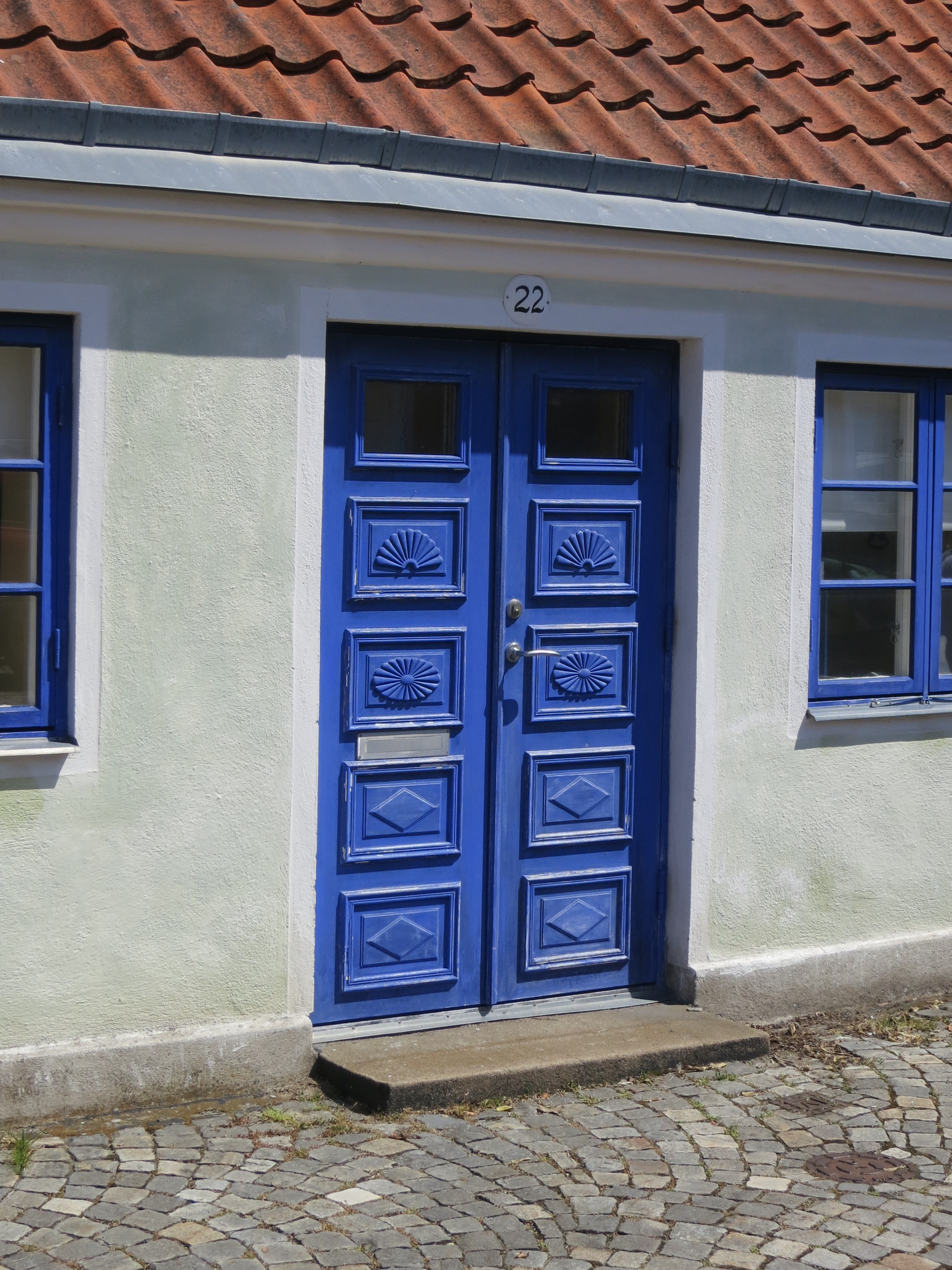
Simrishamnsdörr

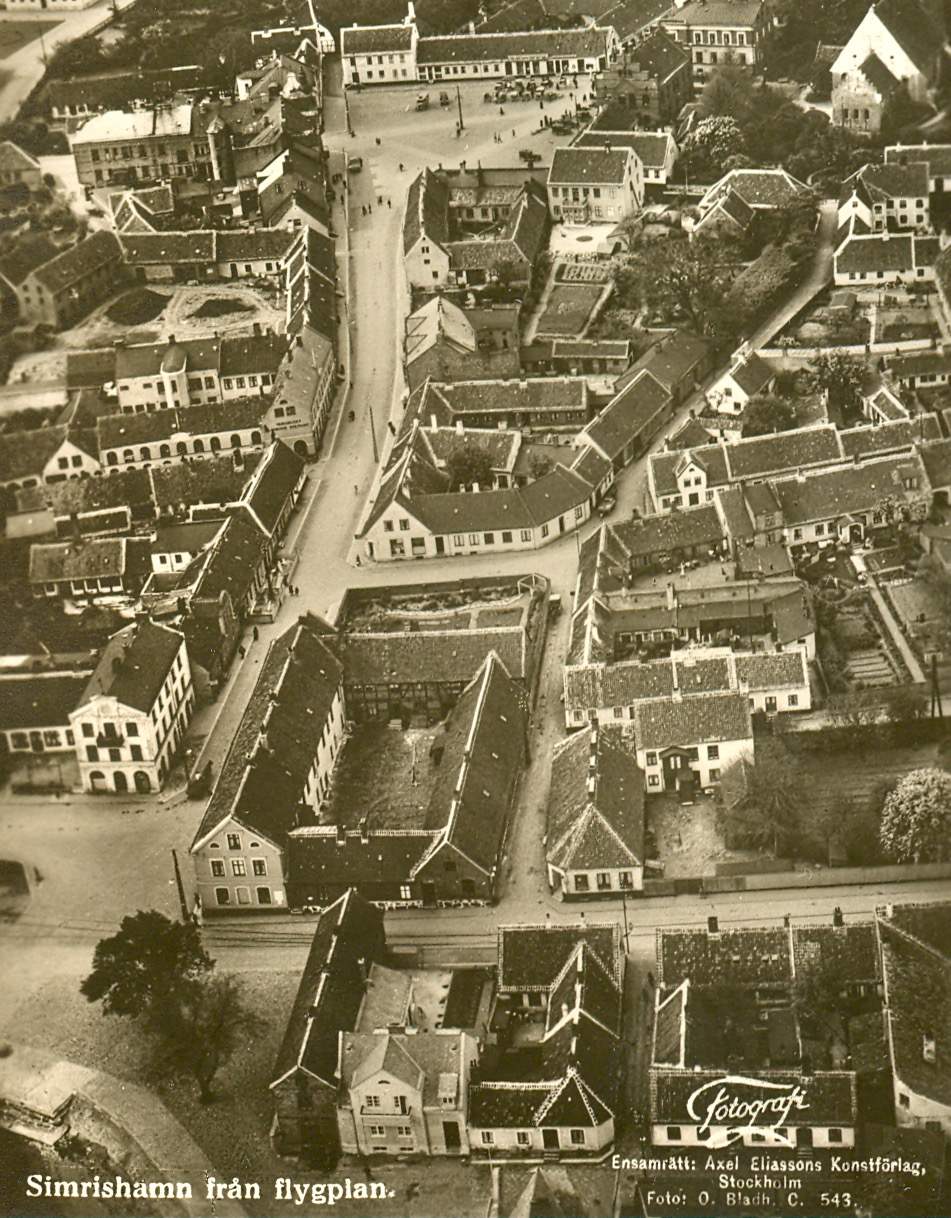
Vykort över Simrishamn från 1920-talet med skällning på flertalet av taken.

Simrishamns äldre bebyggelse utmärktes av låga hus i korsvirke. År 1750 bestod stadens privata bebyggelse av 178 huslängor, varav 175 i korsvirke. Staden drabbades ofta av större eldsvådor :"Staden är uti mannaminne med trenne  vådeldar hemsökt nembl:n år 1723, 1733 och 1744, alla gångerna i augusti månad, så i aska blivit lagda första gången 17 nummer, 2:dra gången 37 nummer och sista eller 3:die gången 27 nummer" Ur brandsäkerhetsskäl började man byta ut halmtaken mot tegeltak. Det anlades 1739 ett tegelbruk på fäladsmarken utanför staden. När Linné 1749 rapporterade att det i huvudsak var taktegel i staden, överdrev han. En lantmätare skrev 1750 att det fanns 60 tegeltak och 118 halmtak. Huvudgatan Storgatan (tidigare Allgatan) går genom hela staden, från hamnen, förbi Stortorget och vidare ut på landet där den fortsätter som Riksväg 9. Torget var först en triangulär yta, bildad av ett vägmöte av vägarna till Simris och Tommarp. Torget var marknadsplats i den medeltida staden. Vid stora torget ligger det i nyromansk stil uppförda rådhuset, två våningar högt, som byggdes 1867 efter ritningar av Peter Boisen. Där låg fram till 1954 Stadshotellet. Norr om torget fanns några stora köpmansgårdar, bland andra den Björkegrenska gården, nu stadens museum. 1917 byggdes bankhuset vid torget. Det var stadens första hus med hyreslägenheter. Dessförinnan bodde praktiskt taget alla i "egna hus", men naturligtvis fanns inhyses hyresgäster. Det nya stadshuset byggdes 1954 efter ritningar av Hans Westman. Då revs den Ekelundska gården. Rådhuset och stadshuset byggdes ihop 1993. Bakom rådhuset ligger stadens äldsta byggnad, den under medeltiden uppförda Sankt Nicolai kyrka, från början ett på elvahundratalet byggt kapell som finns kvar i koret i den nutida kyrkan. Stadens hus är berömda för sina speciella dörrar, så kallade simrishamnsdörrar. Tidigare var även skällning av taken ett mycket karaktäristisk drag på bebyggelsen i Simrishamn, något som dock under senare decennier i det närmaste försvunnit.

## Rosentorget
Rosentorget är ett offentligt grönområde i staden, med omkringliggande bebyggelse. Området har historiskt sett legat utanför stadsgränsen men i och med järnvägens tillkomst år 1882 började staden byggas ut åt söder. Villorna runt omkring är från 1910-tal och framåt och flera av dess är ”omistliga”- eller ”värdefulla byggnader med stort kulturhistoriskt värde” enligt en stadsinventering från 1994, till exempel Rosentorget 10 och Rosentorget 2 (även kallat Markuspalatset).
År 1923 anlade stadsträdgårdsmästaren Börge Pontoppidan Rosentorget, en cirka 1500 m² stor gräsmatta i stadsdelen Stadshagen.
Sedan 2009 fungerar Rosentorget som en rosbank för ”Österlens Kulturhistoriska Rosors” (ÖKR) inventerade rosexemplar.  ÖKR är en ideell förening som arbetar med att bevara Österlens rosor. Idag finns det cirka 130 rosor från 40 olika byar i sydöstra Skåne på Rosentorget, en stor del är dock inte identifierade.

## Kommunikationer

### Hamnar

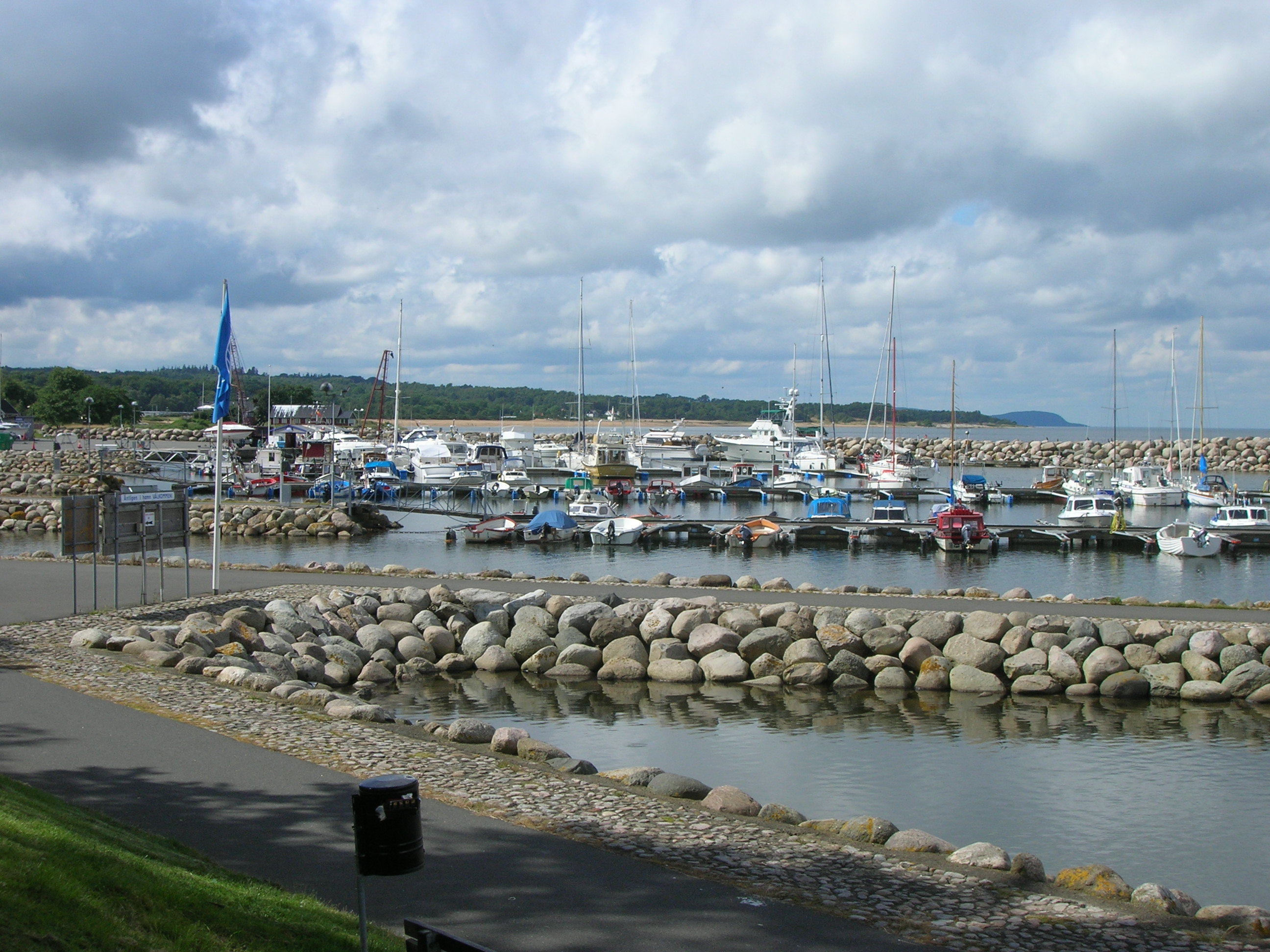
Simrishamn hamn med småbåtshamnen

Hamnen är framför allt en fiskehamn men tidvis har även färjetrafik till Allinge på Bornholm bedrivits. Det finns tre hamnar i Simrishamn:
- Småbåtshamnen är belägen längst norrut mellan Tobisvik och fiskehamnen, den är främst avsedd för fritidsbåtar.
- Fiskehamnen ligger längst söderut i industriområdet.
- Handelshamnen ligger där Storgatan slutar.

I staden har Björkegrenska rederiet haft sitt säte. Under 40 år före första världskriget var rederiet ett av Sveriges största segelfartygsrederier.

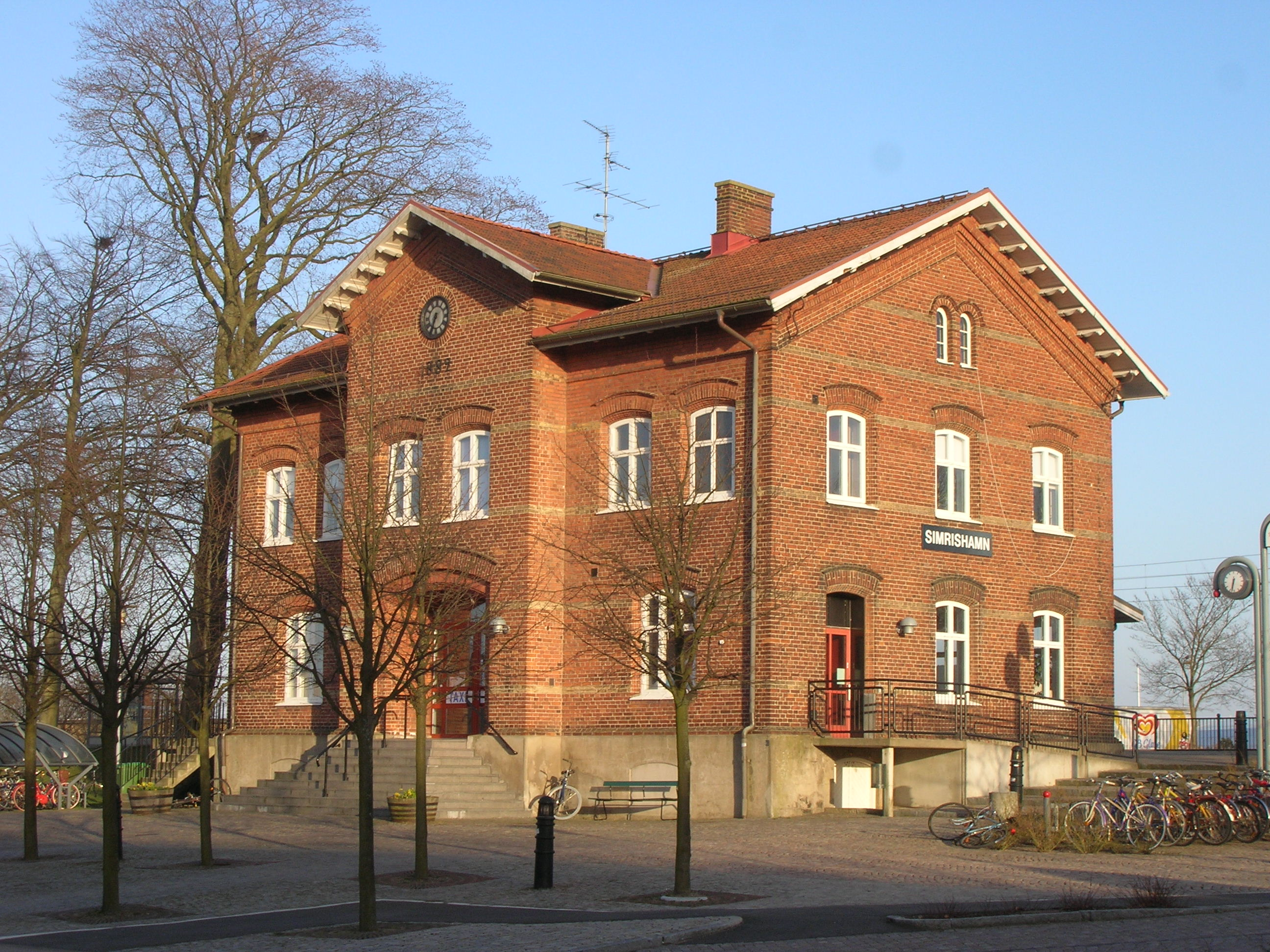
Simrishamns station

### Järnvägar
Från Tomelilla till Simrishamns station var en ångspårväg byggd 1882, Simrishamn–Tomelilla Järnväg, som 1896 slogs samman med Malmö–Tomelilla Järnväg och blev Malmö–Simrishamns Järnvägar. Därmed fick Simrishamn bra förbindelser med Ystad, Malmö och, från 1901, med Kristianstad. Stationshuset byggt 1883 är ett tvåvåningshus i tegel. 
1926 fick Simrishamn ännu en hållplats, kallad Simrishamns hamn, när det hade byggts spår ner till hamnen. Till denna kunde den främre delen av tågen köra för att släppa av passagerarna till Bornholmsfärjorna. Hållplatsen lades ned 1972.
Persontrafiken på banan mellan Tomelilla och Malmö försvann 1970, istället nåddes Simrishamn via Ystad. Passagerartrafiken upprätthölls av dieselmotorvagnen Österlenaren. År 2003, efter elektrifiering och allmän upprustning av banan, togs Österlenaren ur bruk, och Pågatågen började trafikera Malmö–Ystad–Simrishamn.
2004 slopades hanteringen av gods på stationen i Simrishamn.
Planer fanns tidigare på att återuppbygga järnvägen Malmö-Sjöbo-Tomelilla-Simrishamn, även kallad Simrishamnsbanan.

### Telekommunikation
Sin första telefonledning fick Simrishamn 1887.

## Klimat
|                                            | Jan  | Feb  | Mar  | Apr  | Maj  | Jun  | Jul  | Aug  | Sep  | Okt  | Nov  | Dec  |
| ------------------------------------------ | ---- | ---- | ---- | ---- | ---- | ---- | ---- | ---- | ---- | ---- | ---- | ---- |
| Normaldygnets maximitemperaturs medelvärde | 3    | 4    | 5    | 8    | 14   | 18   | 20   | 21   | 17   | 12   | 7    | 4    |
| Normaldygnets minimitemperaturs medelvärde | 0    | −1   | 0    | 3    | 7    | 10   | 13   | 14   | 12   | 8    | 4    | 1    |
|                                            |      |      |      |      |      |      |      |      |      |      |      |      |
| Nederbörd                                  | 46,9 | 35,9 | 30,6 | 29,3 | 34,1 | 49,0 | 38,6 | 49,2 | 49,9 | 79,0 | 51,4 | 53,8 |

| Diagram | temperaturer i °C • månadsnederbörd i mm • Källa: MSN Väder - Simrishamn | temperaturer i °C • månadsnederbörd i mm • Källa: MSN Väder - Simrishamn | temperaturer i °C • månadsnederbörd i mm • Källa: MSN Väder - Simrishamn | temperaturer i °C • månadsnederbörd i mm • Källa: MSN Väder - Simrishamn | temperaturer i °C • månadsnederbörd i mm • Källa: MSN Väder - Simrishamn | temperaturer i °C • månadsnederbörd i mm • Källa: MSN Väder - Simrishamn | temperaturer i °C • månadsnederbörd i mm • Källa: MSN Väder - Simrishamn | temperaturer i °C • månadsnederbörd i mm • Källa: MSN Väder - Simrishamn | temperaturer i °C • månadsnederbörd i mm • Källa: MSN Väder - Simrishamn | temperaturer i °C • månadsnederbörd i mm • Källa: MSN Väder - Simrishamn | temperaturer i °C • månadsnederbörd i mm • Källa: MSN Väder - Simrishamn | temperaturer i °C • månadsnederbörd i mm • Källa: MSN Väder - Simrishamn |
|         | 47 3 0                                                                   | 36 4 -1                                                                  | 31 5 0                                                                   | 29 8 3                                                                   | 34 14 7                                                                  | 49 18 10                                                                 | 39 20 13                                                                 | 49 21 14                                                                 | 50 17 12                                                                 | 79 12 8                                                                  | 51 7 4                                                                   | 54 4 1                                                                   |

## Näringsliv
Staden har tidigare levt väldigt mycket på fisket och rederinäringen. Skånemarknaden under tidig medeltid blev orsaken till stadsbebyggelsens framväxt. Det medeltida sillfisket var av mycket stor betydelse och det är i tyska Hansestäders handlingar Simrishamns främst nämns i medeltida dokument. Under 1600- och 1700- talet var det spannmålshandel mot Blekinge, främst Karlshamn och Karlskrona, med returfrakter med trävirke. Simrishamn hade också export av kryddor, främst kummin, till främst Karlskrona. Den kambriska sandstenen exploaterades i stenbrott och användes bland annat till fästningsarbeten i Landskrona. Under 1800-talets senare årtionden utvecklades bondeseglationen till att bli handel på världshaven. Epoken inleddes med mindre fartyg byggda i mindre skala som gick i Nordsjöfart och fraktade bland annat Norrlandstimmer till England med kol i returfrakterna. Senare köpte man andrahandstonnage, som tack vare lägre svenska löner, kunde användas på handelsrutter till fjärran Östern och över Atlanten. I Simrishamn växte också fram en stor garveriindustri, Ehrnbergs läder, som dominerade stadens näringsliv från 1800-talets slut till första halvan av 1900-talet. Tidvis hade fabriken över 600 anställda.. Fisket hade i huvudsak blivit husbehovsfiske efter den medeltida storhetstiden men i samband med första världskriget ökade fisket i betydelse. Hamnen hade byggts om i början av 1900-talet men rederinäringen lades ner. Många sjömän lämnade för större sjöfartsstäder men många som stannade kvar tog upp fisket igen. Efter andra världskriget moderniserades fisket med större båtar. Under flera perioder fram till 1980-talet hade Simrishamn Sveriges största fiskeflotta och var en av Östersjöns största fiskehamnar. Kvoter och regleringar samt brist på fisk har gjort sitt till för att hålla nere östersjöfisket på låga nivåer. Numera är det i huvudsak jordbruksnäringen och viss småindustri förutom den stora turismen som håller bygden igång. Hamnen som alltid betytt mycket för stadens näringsliv byggdes ut senast 1998 med muddring och farledsfördjupning. Simrishamns hamn blev mottagningshamnen för gotländska sockerbetor sedan Gotlands sockerbruk lades ned och gotländska betor istället började köras till sockerbruket i Köpingebro. Verksamheten upphörde 2006 när sockerbruket i Köpingebro avvecklades.

### Handel

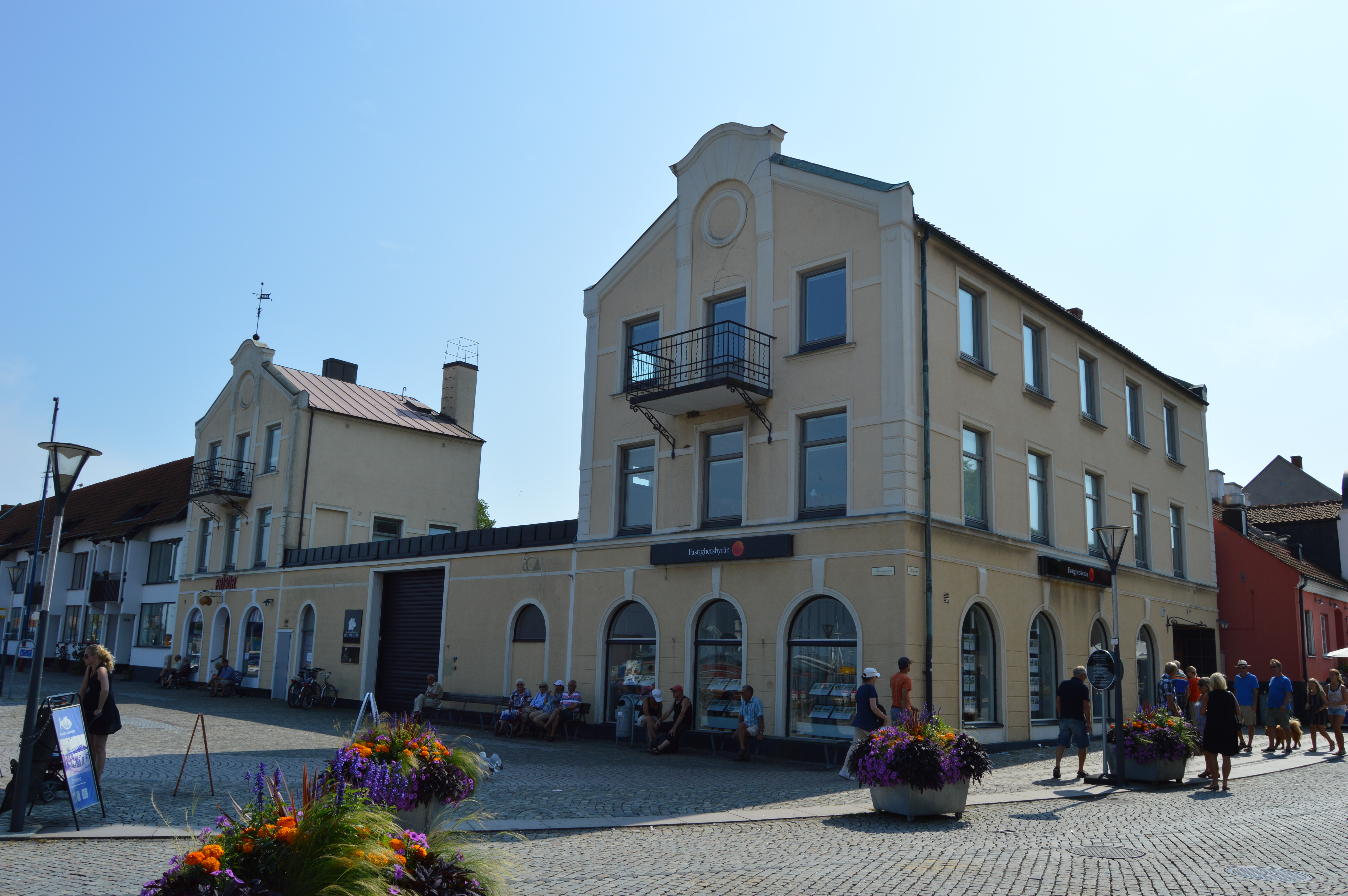
Tidigare Ica Ube-livs vid hamnen.

Inne i Simrishamn finns flera restauranger och mindre butiker, främst längs Storgatan. Utbudet är turistbetonat, men kommunen har försökt förmå restauranger att hålla öppet även utanför turistsäsongen, bland annat genom att göra detta till ett villkor för uteservering.
En lokal konsumentförening, Simrishamns kooperativa handelsförening, etablerades 1916. Den första butiken öppnade på Prästgatan den 19 oktober 1916. År 1961 uppgick den i Konsum Österlen som i sin tur gick upp i Konsumentföreningen Solidar 1965. År 1967 inledde Solidar byggdet av ett Domusvaruhus i Simrisham. Det var centralt beläget bakom kyrkan. Det blev senare Konsum Marknad och sist Prix, men lades sedermera ner vilket gjorde att Simrishamn stod utan kooperativ mataffär. En del av Domus kom att inhysa Systembolaget och våren 2003 öppnade Netto en butik i resten.
Hösten 1990 etablerades en AGs Favör-butik, belägen lite mindre centralt söder om järnvägen. År 2006 såldes AGs-butiken till Coop och gjordes om till en Coop Extra. Efter nio år byggde Coop en ny butik vid infarten från Gamla Järrestadsvägen som invigdes i mars 2016. Den tidigare AGs-lokalen stod tom i några år men togs senare i anspråk av Axfood för en Willys-butik, som öppnade den 26 mars 2020. Coop hade då köpt Nettokedjan och nyöppnade den 21 februari 2020 den tidigare Netto i gamla Domus som en Coop-butik. I mars 2024 lades den centrala Coop-butiken ner.
Simrishamn har tidigare haft flera mindre Ica-butiker, bland annat Ube-livs vid hamnen och Storgatans början. Den startades 1964 av Uno och Bengt Persson och lade ner 1999. På 1980-talet byggdes Ica Skutan vid infarten från Gamla Järrestadsvägen. Den Ica-handlare som drev Skutan fick senare möjlighet att öppna en större butik som låg centralt vägg-i-vägg med Domus. Den invigdes den 16 mars 1989 som Brunnshallen. Den drevs sedan av samma Ica-handlare i trettio år fram till 2019.

### Bankväsende
Simrishamns sparbank grundades 1853. Efter några sammanslagningar med sparbanker för närbelägna socknar ändrades namnet till Österlens sparbank 1968. År 1984 gick sparbanken ihop med Ystads sparbank för att bilda Sparbanken Syd. När Sparbanken Syd avslutade samarbetet med Swedbank etablerade Färs och Frosta sparbank år 2008 ett konkurrerande kontor. Färs och Frosta togs senare över av Sparbanken Skåne.
Skånes enskilda bank öppnade ett avdelningskontor i Simrishamn den 1 oktober 1862. Sedermera etablerade Sydsvenska kreditaktiebolaget ett kontor beläget i sparbankens byggnad.
Den 30 april 2009 stängde SEB sitt kontor i Simrishamn och år 2017 stängde även Nordea sitt kontor. Därefter hade Handelsbanken, Sparbanken Skåne och Sparbanken Syd fortsatt kontor i Simrishamn.

## Kultur och fritid
1857 grundades en tidning i Simrishamn, kallad Cimbrishamns-Bladet med en fastighet på Stora Norregatan 14. Denna utgavs två eller tre gånger i veckan. År 1934 lades dock tidningen ner. Numera bevakas området av Ystads Allehanda och Österlenmagasinet.
Simrishamn har även en närradiostation som vid bildandet 2003 hette FMÖsterlen. Numera är det Radio Active som sköter sändningarna över Simrishamn, dock inte lokalt utan från sitt kontor i Ystad.
Staden omfattas av Simrishamns församling. Här ligger Sankt Nicolai kyrka och Sankt Clemens kapell.
Österlens IK (ÖIK) är en handbollsklubb i Simrishamn.
FC Cimrishamn (FCC) är en innebandyklubb från Simrishamn, spelar hemmamatcher på Jonebergshallen.
Österlens GK disponerar två 18-hålsbanor, Lilla Vik och Djupadal, samt en 6-hålsbana, 8 km norr om Simrishamn.

## Sevärdheter
- Museum Gösta Werner och Havet
- Hällristningar från bronsåldern i Simrislund vid utfarten mot Brantevik, vid Gladsax, mellan Gladsax och Järrestad och vid Skillinge
- Österlens museum
- Tjörnedala konsthall, Baskemölla, Östra Skånes konstnärsgille (ÖSKG)

## Bildgalleri

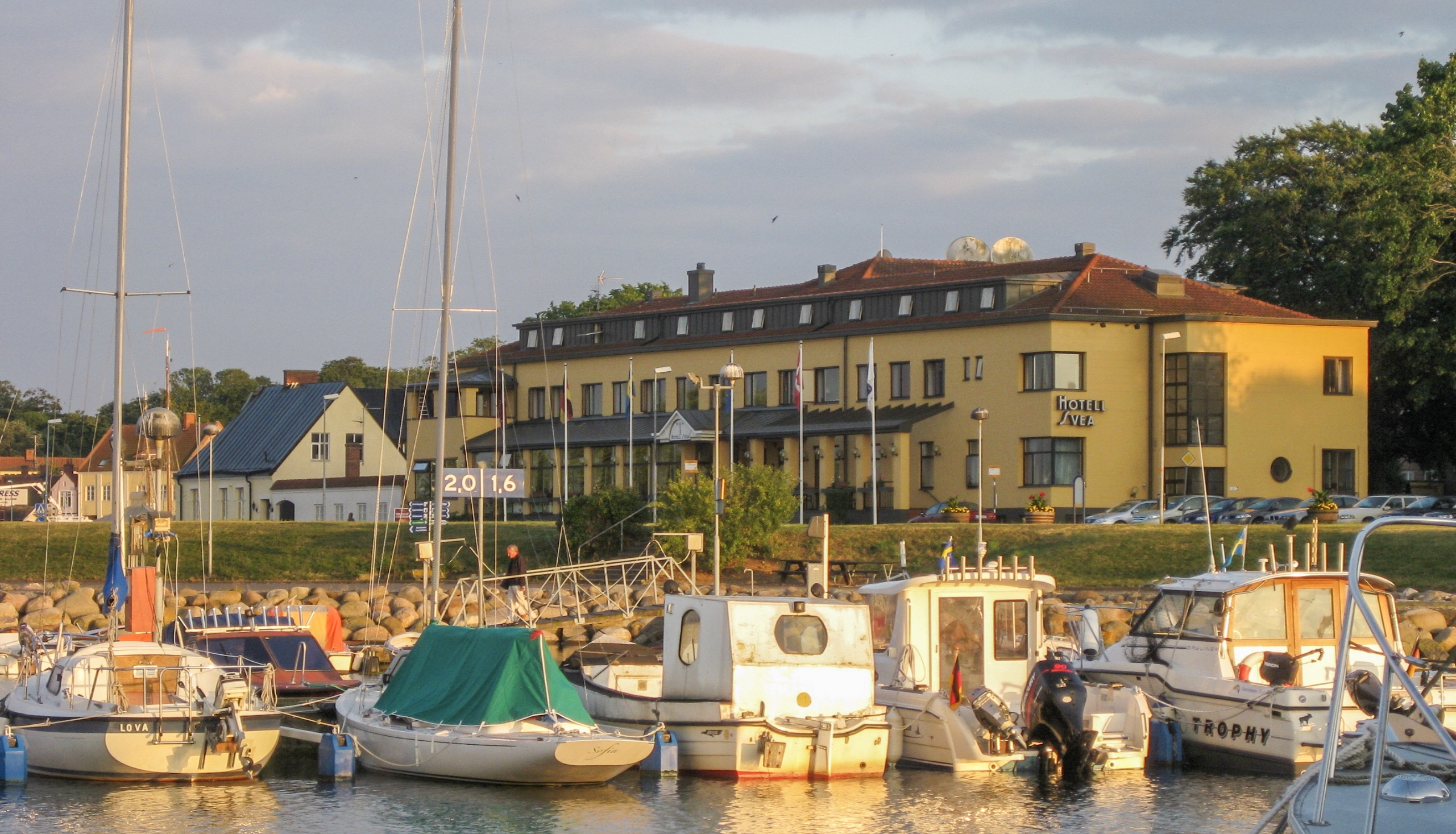
Hamnen och hotellet.
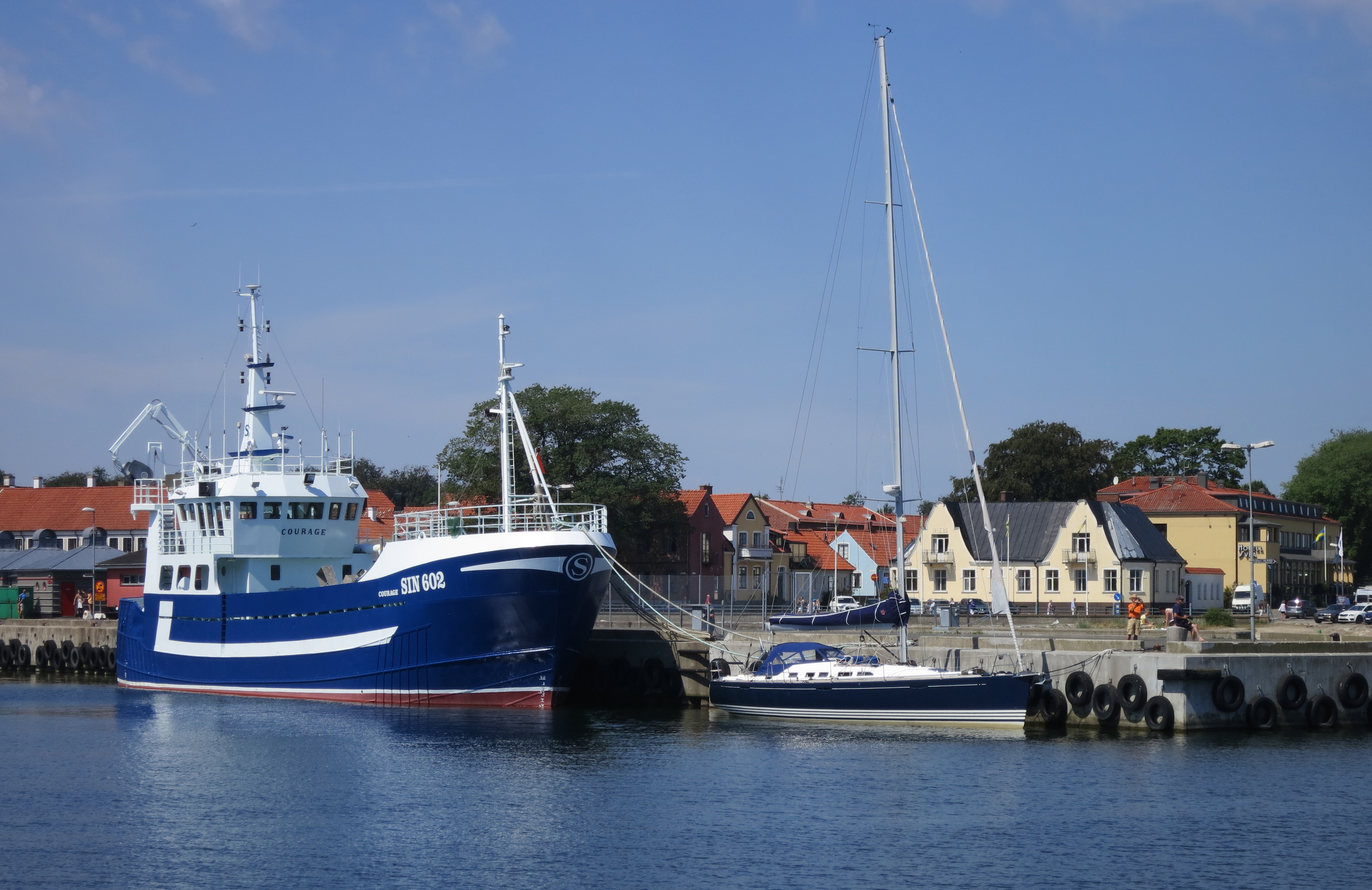
Simrishamns hamn.
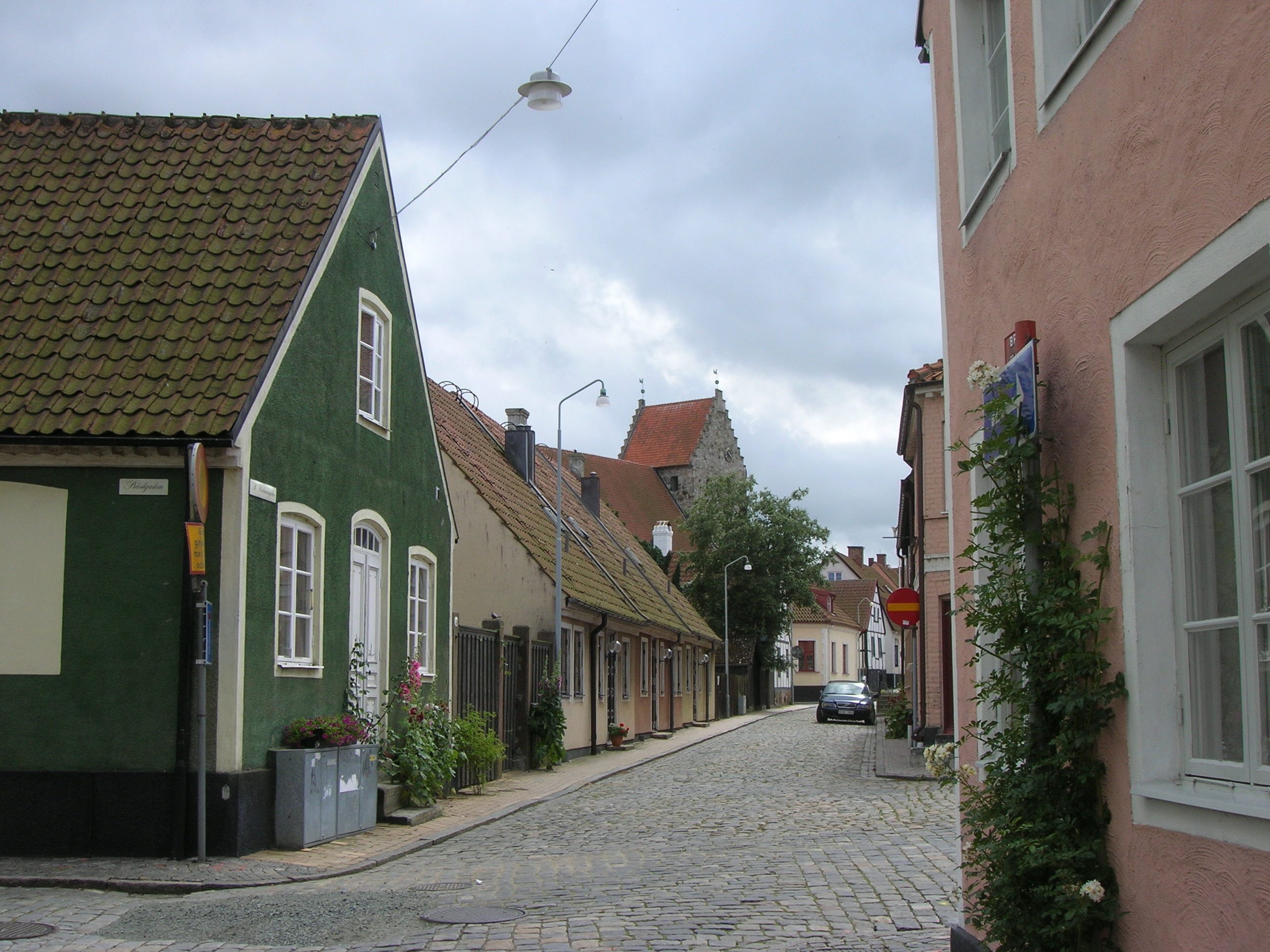
Stora Rådmansgatan med typisk Simrishamnsbebyggelse.
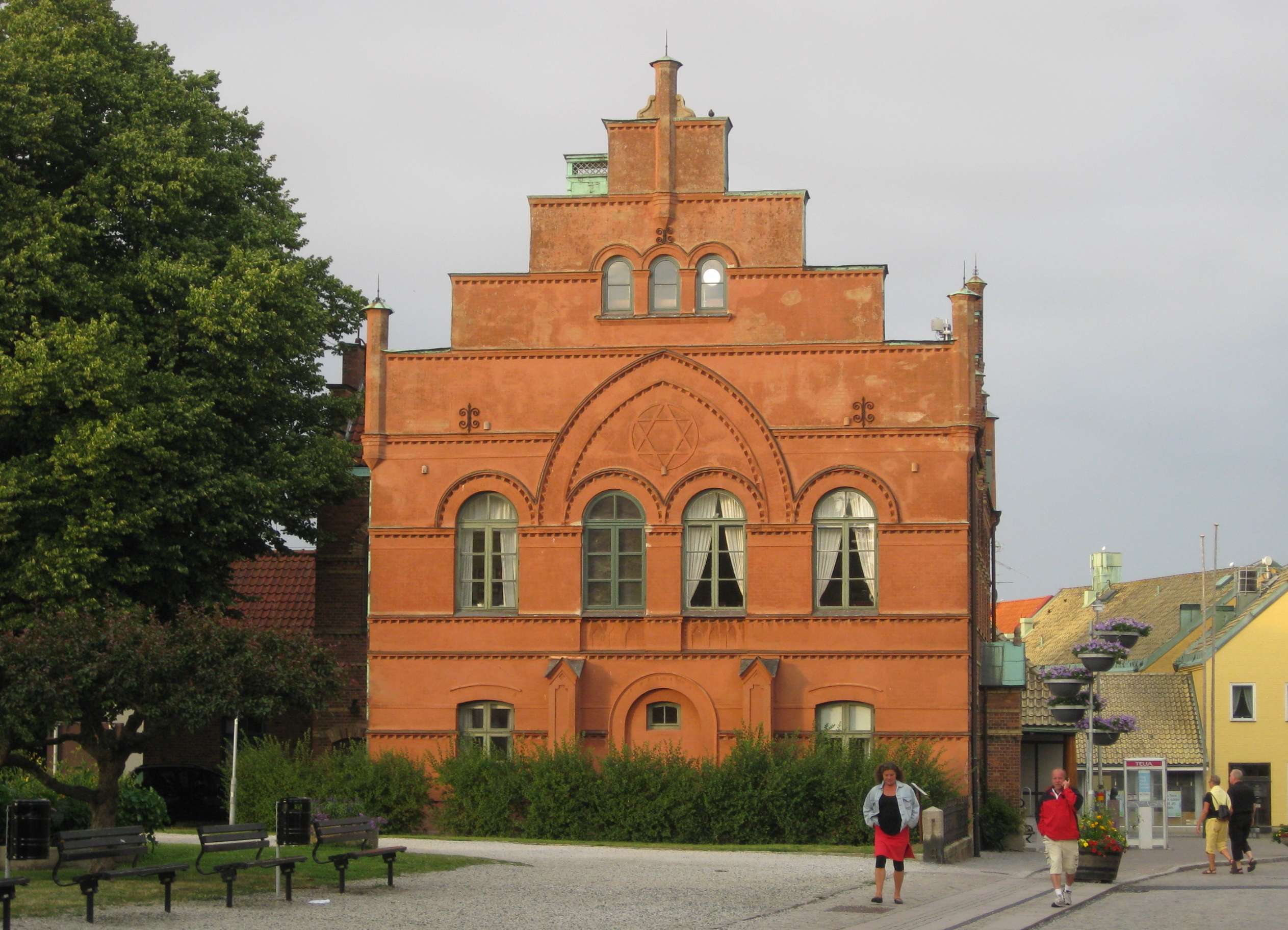
Rådhuset i Simrishamn.
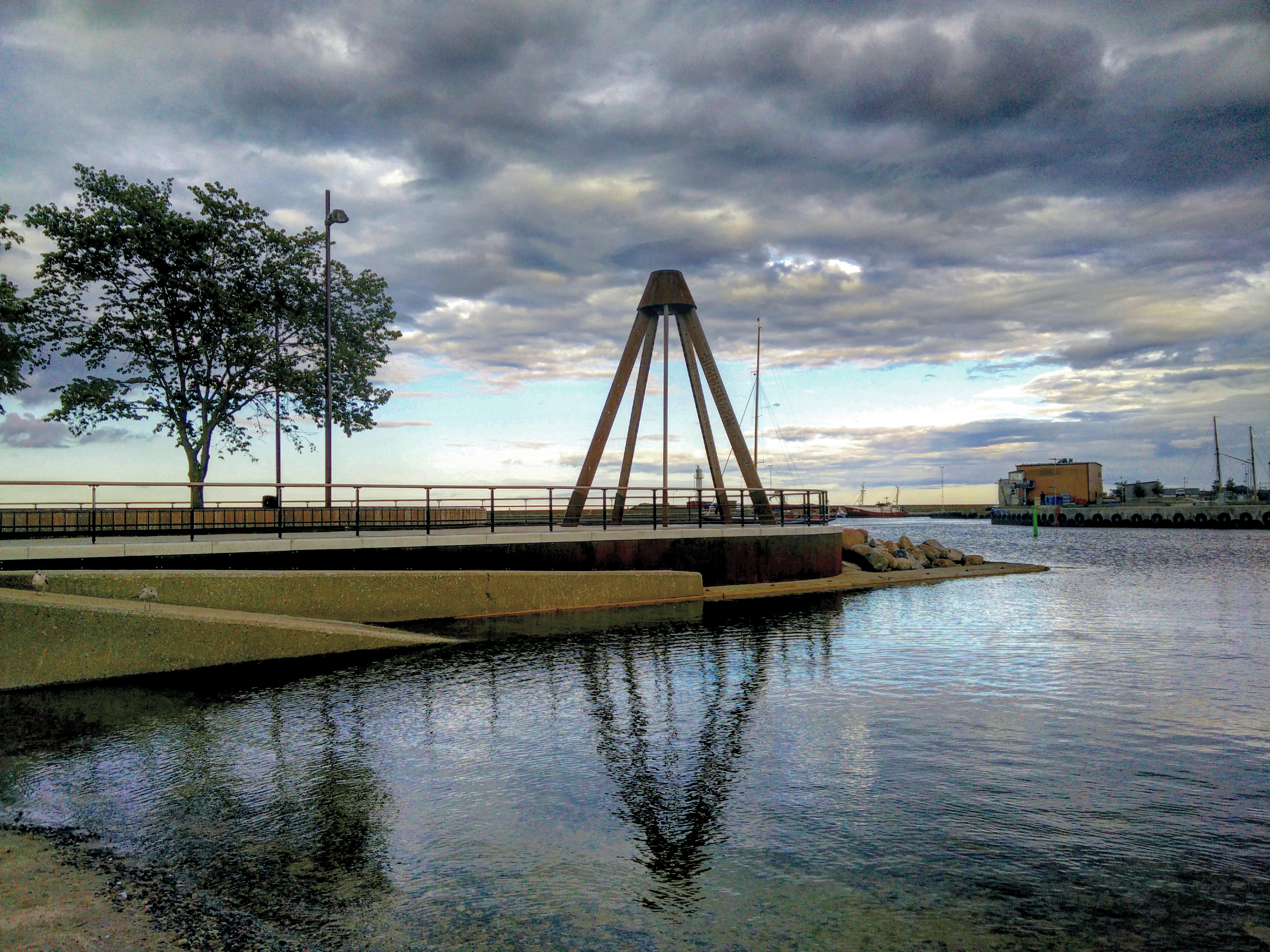
Konstverk i Simrishamns hamn.